# Route principale 2 (Suisse)
Pour les articles homonymes, voir H2 et Route 2.
La Route principale 2 est une route principale suisse reliant Bâle au nord du pays, à Chiasso au sud. Constituant avec l'autoroute A2 le principal axe nord-sud de la Suisse, elle relie la frontière française dans le canton de Bâle-Ville au nord, à la frontière italienne dans le canton du Tessin au sud, en franchissant notamment le col du Saint-Gothard.

## Parcours
- E 23 D 919 (Haut-Rhin, France)
- Dreiländereck Zoll (frontière Suisse - France)
- Bâle          273 311 312 317   
  -  Pont sur la Birse
- Liestal
- Olten 
  -  Pont sur l'Aar
- Rothrist
- Zofingen 255
- Sursee
- Lucerne        361 
  -  Pont sur la Reuss
- Küssnacht
- Schwytz  386 387
- Altdorf
- Erstfeld
- Wassen   
  -  Pont du Diable
  -  Trou d’Uri
- Andermatt
- Col du Saint-Gothard, ligne de partage des eaux entre mer du Nord (Reuss) et Mer Adriatique (Tessin).
- Airolo   413 vers le col du Nufenen
- Biasca  
  -  Pont sur la Brenne
- Claro
- Arbedo-Castione    (Bellinzona-Nord 45)
- Bellinzona  (Bellinzona-Sud 47)
- Lugano   (Lugano-Nord) 399 399.1 399.2 401 402 404
- Mendrisio   393  394.1
- Chiasso   395 397
- (frontière Suisse - Italie)
- (Lombardie, Italie)

## Variantes

### Route principale
La variante 2a se débranche de la 2 à Dagmersellen pour la rejoindre à Lucerne. La distance entre ces deux villes est de 43 km sur la 2a et de 33 km sur la 2.
La variante 2b se débranche de la 2 à Küssnacht pour la rejoindre à Brunnen en longeant le lac des Quatre-Cantons. La distance entre ces deux villes est d'environ 25 km sur la 2a et la 2.
- Küssnacht
- Weggis
  -  bac sur le lac des Quatre-Cantons vers Beckenried
- Brunnen